# Pastoral (álbum)
Pastoral es el álbum debut del dúo argentino homónimo Pastoral, editado en el año 1973 por el sello CABAL. El álbum no tuvo una campaña publicitaria adecuada y fue un fracaso comercial en ventas. Sin embargo, hoy en día el álbum es considerado como un valioso objeto de colección, por su naturaleza de disco debut de un dúo que, más tarde en su carrera, logró consolidarse como un referente del rock progresivo argentino.

## Historia

### Antecedentes
Alejandro de Michele y Miguel Ángel Erausquin se conocieron en el Colegio Mariano Moreno de la ciudad de Buenos Aires. En ese entonces comenzaron a componer y cantar canciones juntos: Erausquin contaba con cierta experiencia al haber integrado en el pasado el grupo Enjambre, y de Michele quien no había estudiado música pero acompañaba con su canta y voz. Fue en esta época cuando se presentaron en un concurso de bandas organizado por la Casa América. A pesar de haber ganado con sus dos canciones «Libertad pastoral» y «Hay que comprender», el premio, la grabación de un álbum, nunca se concretó.
No fue hasta 1973, cuando una amiga del dúo los contactó con el productor musical y fundador del sello discográfico CABAL, Daniel Piscicelli, quien lanza la carrera de los músicos a un nivel profesional. Con este sello también, Pastoral grabaría los primeros cuatro álbumes de su carrera.

### Producción y comienzos
La banda comenzaba su trayectoria con la grabación del álbum homónimo en octubre de 1973, bajo el sello de la discográfica CABAL y en los Estudios ION. Con un bajo presupuesto y poco más de 30 horas de grabación. Pastoral hace su primera aparición pública oficial como dúo de rock el 18 de noviembre de 1973, tocando en vivo en el Teatro Diagonal, de Mar del Plata, a las 20:30 h.

### Portada
El arte de tapa del álbum debut estuvo a cargo del departamento de diseño del sello CABAL. El centro consiste simplemente en una fotografía de ambos músicos tomada desde abajo, y en color naranja. La misma esta recortada, dando como resultado un marco circular. Los bordes alrededor de la foto son líneas horizontales, cuyas tonalidades fueron cambiando según la impresión y la época, teniendo diferentes tonalidades de azul, o variando entre gris, azul y verde. Sobre esto, se lee el nombre Pastoral en mayúscula y fabricado con velas, esto debido a un error de interpretación del dibujante, ya que la versión pensada por los músicos tenía su nombre dibujado como si fuera cera derretida. En la contratapa se aprecia una poesía firmada por Pastoral, que fija las intenciones del dúo para con ellos mismos y su carrera.

### Recepción y crítica
El álbum no contó con gran popularidad debido mayormente a sus letras oscuras, surrealistas y poéticas, y a un sonido que se manifestaba todavía crudo e inmaduro, que no supo llegar significativamente a las masas populares jóvenes de esa época
En una entrevista, Alejandro de Michele expresó con respecto a la elección del nombre del dúo: 

«Cantamos desde y hacia la esencia de pastores que todos los hombres tenemos»

En el número 48 de la revista argentina Pelo, De Michele y Erausquin definen en una entrevista cual era su concepto de la banda 

«La idea que tenemos con el dúo no es simplemente hacer música, aspiramos a colaborar, aunque sea pequeñamente en el desarrollo de una conciencia pastoral en todos aquellos que podamos llegar»

La única canción que logró cierta trascendencia fue «En el hospicio». Fue esta misma canción la que le dio el nombre al segundo álbum de Pastoral, En el hospicio lanzado en 1975, donde también estuvo incluida. Es también uno de los temas más populares del dúo y se ha mantenido vigente, a pesar del paso de los años y de la disolución de Pastoral en 1983 a raíz del fallecimiento de Alejandro.

## Lista de canciones
| Lado A |                       |                                             |          |  |
| N.º    | Título                | Letras                                      | Duración |  |
| 1.     | «Libertad Pastoral»   | Alejandro de Michele                        | 4:14     |  |
| 2.     | «Tema del hombre yo»  | Alejandro de Michele Miguel Ángel Erausquin | 2:47     |  |
| 3.     | «Tía negra»           | Alejandro de Michele                        | 2:42     |  |
| 4.     | «Simulacro de vida»   | Alejandro de Michele Miguel Ángel Erausquin | 1:56     |  |
| 5.     | «Girasoles de papel»  | Alejandro de Michele                        | 3:25     |  |
| 6.     | «Improviso y hermoso» |                                             | 2:24     |  |

| Lado B |                              |                                             |          |  |
| N.º    | Título                       | Letras                                      | Duración |  |
| 7.     | «En el hospicio»             | Alejandro de Michele                        | 2:58     |  |
| 8.     | «Historias recortadas»       | Alejandro de Michele                        | 3:48     |  |
| 9.     | «Mi soledad sola»            | Miguel Ángel Erausquin                      | 2:49     |  |
| 10.    | «Hoy, recién hoy»            | Alejandro de Michele Miguel Ángel Erausquin | 2:10     |  |
| 11.    | «José, el pastor espiritual» | Alejandro de Michele                        | 2:38     |  |
| 12.    | «Hay que comprender»         | Miguel Ángel Erausquin                      | 1:54     |  |
| 33:45  |                              |                                             |          |  |

## Créditos y personal

### Músicos
- Alejandro de Michele (guitarra y voz)
- Miguel Ángel Erausquin (guitarra y voz)

### Técnicos
- Daniel Piscicelli (productor)
- Conde Manzini (técnico de grabación)
- Carlos Piriz (ecualización)
- Osvaldo Acedo (ecualización)
- Alejandro de Michele (arte portada de álbum)
- Departamento de Arte de CABAL (diseño)
- Rezza (fotografía)

### Agradecimientos
- Chango Farías Gómez, Mamut y Carlos Testai.